# Society for the Promotion of New Music
The Society for the Promotion of New Music (SPNM), originariamente chiamata The Committee for the Promotion of New Music, fu fondata nel gennaio 1943 a Londra dal compositore emigrato Francis Chagrin, per promuovere la creazione e l'esecuzione di nuova musica da parte di compositori giovani e non affermati. Dal 1993 ha assegnato il premio annuale Francis Chagrin Award e il Butterworth Prize for Composition. Nel 2008 la società si è fusa con altre tre reti per formare Sound and Music.

## Storia
Il Committee for the Promotion of New Music fu fondato nel gennaio 1943 a Londra da Francis Chagrin, per promuovere la creazione, l'esecuzione e l'apprezzamento di nuova musica da parte di compositori giovani e non affermati. Era un'organizzazione associativa che cercava di trovare i migliori nuovi compositori e di aiutare a sostenere le loro carriere, specialmente nel Regno Unito.
Francis Chagrin è stato descritto come "organizzatore e principale spirito animatore" del Comitato. Il compositore emigrato Benjamin Frankel affermò che creandolo "ha dato a molti compositori (non solo i giovani) la prima opportunità di un'audizione: aveva viaggiato all'estero come nostro rappresentante, aveva combattuto con gli editori e parlato con passione sulla questione dei diritti d'autore. In effetti era diventato il primo a cui ci rivolgevamo quando sorgevano i problemi del compositore".
Anche Mátyás Seiber e Roy Douglas erano tra i membri fondatori del Comitato. Ralph Vaughan Williams accettò di diventare presidente con la condizione di "evitare tutte le cricche [e] dare il benvenuto a tutto il buon lavoro in qualunque stile o scuola". Arthur Bliss fu nominato vicepresidente e Benjamin Britten e Michael Tippett fecero parte del comitato. Le sue attività iniziali furono sovvenzionate dal Consiglio di guerra per l'incoraggiamento della musica e delle arti e da donazioni private di Vaughan Williams e Bliss, tra gli altri, e rimasero la base per gran parte dei suoi lavori successivi: furono redatte "liste raccomandate" di opere, che portò ad un aumento delle trasmissioni da parte della BBC e in diverse registrazioni, emesse negli anni '40 su dischi a 78 giri dalla Decca. Nell'ottobre 1951 era stato preparato un progetto di Costituzione modificata e il 27 maggio 1952 la Society for the Promotion of New Music si riunì per il suo incontro inaugurale.
Il 5 febbraio 1973 la Compagnia celebrò il suo trentesimo anniversario con un concerto alla Queen Elizabeth Hall. Aveva commissionato un nuovo pezzo a Francis Chagrin per celebrare l'evento, ma era malato e incapace di completare l'opera. Chagrin morì il 10 novembre 1972. Su sua richiesta, fu invece suonato il suo Lamento appassionato per orchestra d'archi.  Questa fu una delle poche volte in cui il suo lavoro fu mai eseguito a un evento della SPNM. Nel 1973 fu istituito in sua memoria il Francis Chagrin Fund for Young Composers e continua ancora oggi. Dal 1993 la SPNM ha assegnato annualmente il Butterworth Prize per la composizione.
Nei suoi primi 50 anni, circa 9000 partiture furono presentate all'SPNM, col risultato di 850 compositori rappresentati nei suoi concerti.

## Scioglimento
Il 1º ottobre 2008 la SPNM si fuse con il British Music Information Centre (BMIC), la Contemporary Music Network e la Sonic Arts Network, formando una nuova organizzazione per promuovere la musica contemporanea nel Regno Unito chiamata Sound and Music.